# さいたま新都心郵便局

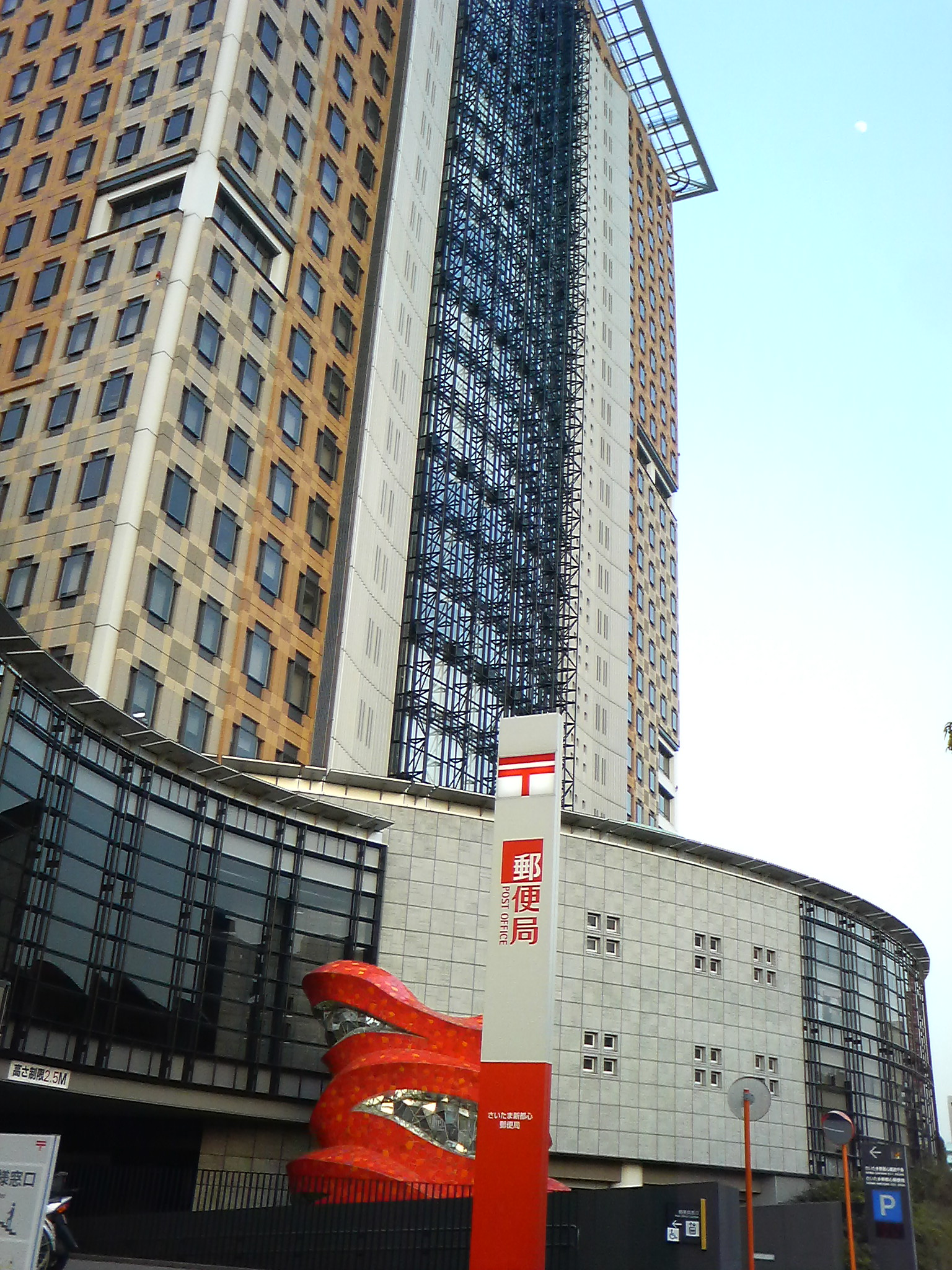
さいたま新都心郵便局（日本郵政公社時代）

さいたま新都心郵便局（さいたましんとしんゆうびんきょく）は、埼玉県さいたま市中央区に所在する郵便局。民営化前の分類では集配普通郵便局であった。2019年（平成31年）1月1日のお年玉付き年賀はがき配達物数では全国1位を記録している。

## 概要
住所：〒330-9799 埼玉県さいたま市中央区新都心3-1
さいたま新都心の与野駅方向南側は郵政地区として一体整備され、日本郵政グループさいたまビル（旧さいたま新都心郵政庁舎）とTHE MARK GRAND HOTEL（旧ラフレさいたま）の間に本局舎が設置されている。

## 沿革
- 2000年（平成12年）4月24日 - さいたま新都心郵便局として、浦和市上木崎一丁目に開局[1]。浦和中央郵便局（後のさいたま中央郵便局、〒336-8799）から地域区分局の業務を移管。
- 2000年（平成12年）8月14日 - 外国通貨の両替および旅行小切手の売買に関する業務取扱を開始。
- 2006年（平成18年）11月20日 - 同日開局した新越谷郵便局（〒343-9799、無集配普通郵便局）へ小包の地域区分局の業務を移管。同時に越谷郵便局（〒343-8799、集配普通郵便局）から小包以外の地域区分局の業務を移管。
- 2007年（平成19年）5月 - 与野郵便局地域のゆうパック集配業務を移管。
- 2007年（平成19年）10月1日 - 民営化に伴い、併設された郵便事業さいたま新都心支店に郵便業務を移管。
- 2012年（平成24年）8月5日 - 郵便事業さいたま新都心支店における通常郵便物の地域区分業務を郵便事業新岩槻支店へ移管。
- 2012年（平成24年）10月1日 - 日本郵便株式会社の発足に伴い、郵便事業さいたま新都心支店をさいたま新都心郵便局に統合。
- 2012年（平成24年）10月21日 - 与野郵便局の郵便事業（旧：郵便事業与野支店）を統合し、同局の郵便集配業務およびゆうゆう窓口を全て継承。

## 取扱内容
- 郵便、印紙、ゆうパック、内容証明
- 貯金、為替、振替、振込、国際送金、外貨両替・トラベラーズチェック、国債、投資信託
- 生命保険、バイク自賠責保険、変額年金保険、がん保険、引受条件緩和型医療保険
- 地方公共団体事務（さいたま市戸籍の謄抄本など公的証明書の交付）
- ゆうちょ銀行ATM
- さいたま市の内浦和区(全域)・大宮区(全域)・中央区(全域)・桜区(全域)内の集配業務
- ゆうゆう窓口

## 風景印
- 表記は『さいたま新都心』
- 図案は『関東郵政局庁舎』・『さいたま新都心郵便局』・県の鳥『シラコバト』・県の木『ケヤキ』
- 使用開始日は2000年（平成12年）4月24日

## 不祥事
さいたま新都心郵便局で年賀はがきを7000 - 8000枚売る「達成困難なノルマ」が課されていたことが原因で男性職員が2010年に自殺した件で、埼玉労働局は2020年3月31日付で労働災害を認定した。

## 周辺
- さいたま新都心地区
  - 日本郵政グループさいたまビル - 旧さいたま新都心郵政庁舎。当郵便局に隣接しており、2000年3月に竣工、当時の関東郵政局（千代田区大手町）・関東郵政監察局（港区麻布台）・東京貯金事務センター（台東区蔵前）が、中央官庁東京一極集中の是正策の一環として、東京都内から移転した。民営化以後は、日本郵便株式会社とゆうちょ銀行の共同所有となり、引き続き日本郵政グループ各社が入居している。
    - 日本郵便株式会社 - 関東支社・埼玉監査室・さいたま共通事務集約センター
    - ゆうちょ銀行 - 関東エリア本部・埼玉地域センター・東京貯金事務センター・東京地域センター
    - かんぽ生命保険 - 関東エリア本部・さいたま支店
    - 日本郵政株式会社 - 首都圏郵政健康管理センター埼玉分室
    - 日本郵政共済組合 - 共済センター

  - THE MARK GRAND HOTEL（旧・ラフレさいたま：旧簡易保険加入者福祉施設。民営化後は日本郵政が所有）
  - さいたま新都心合同庁舎
    - さいたま新都心合同庁舎内郵便局 - 1号棟内に設置された旧特定郵便局。本局よりも1月ほど先に開業した。

  - さいたまスーパーアリーナ
  - コクーンシティ
- 与野駅前郵便局 - 本局から600メートル程南に位置する旧特定郵便局。与野駅西口再開発に伴い旧局舎が取り壊され、1998年（平成10年）から2003年（平成15年）2月にかけて駅前のプレハブ仮設局舎で営業後、2003年（平成15年）3月に竣工した超高層ツインタワーマンションの1階へ移転した。なお、現在地は与野郵便局と同じ町域（下落合）であるが、旧局舎や仮設局舎は旧浦和市上木崎（新都心局と同じ町域）に所在していた。
- 国道17号

## アクセス
- JR東日本
  - 京浜東北線「与野駅」から徒歩6分
  - 京浜東北線他「さいたま新都心駅」から徒歩10分
  - 埼京線「北与野駅」から徒歩10分
- 首都高速埼玉新都心線 新都心出入口
- 駐車場あり：19台